# Reedsburg
Reedsburg é uma cidade localizada no estado norte-americano de Wisconsin, no Condado de Sauk.

## Demografia
Segundo o censo norte-americano de 2000, a sua população era de 7827 habitantes.
Em 2006, foi estimada uma população de 8533, um aumento de 706 (9.0%).

## Geografia
De acordo com o United States Census Bureau tem uma área de
13,5 km², dos quais 13,5 km² cobertos por terra e 0,0 km² cobertos por água.

## Localidades na vizinhança
O diagrama seguinte representa as localidades num raio de 16 km ao redor de Reedsburg.